# Grotowice (Opole)
Grotowice (deutsch Gräfenort) ist der südlichste Stadtteil der kreisfreien Stadt Oppeln in der polnischen Woiwodschaft Oppeln.

## Geographie

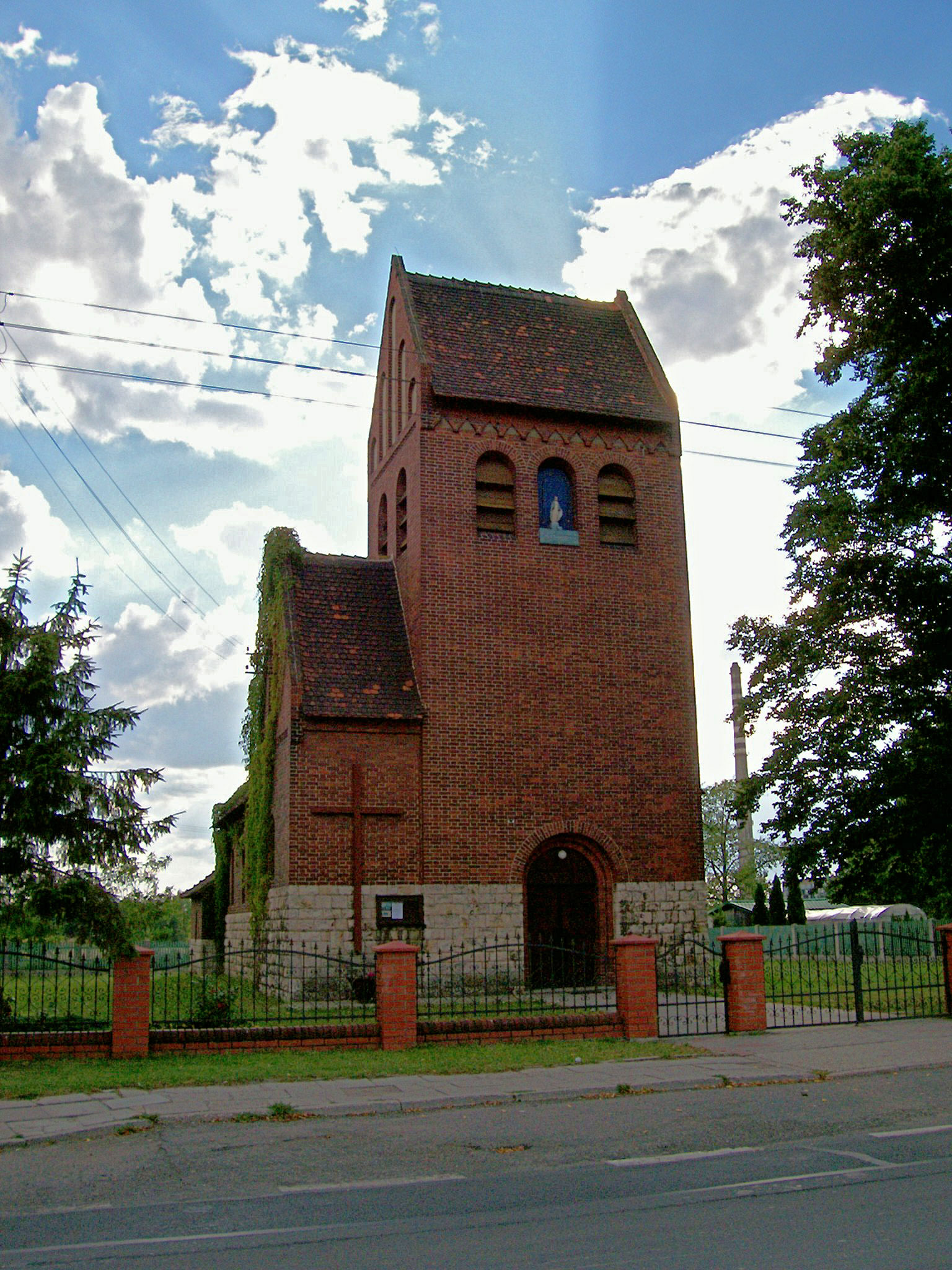
Kirche der Heiligsten Jungfrau Maria Königin von Polen

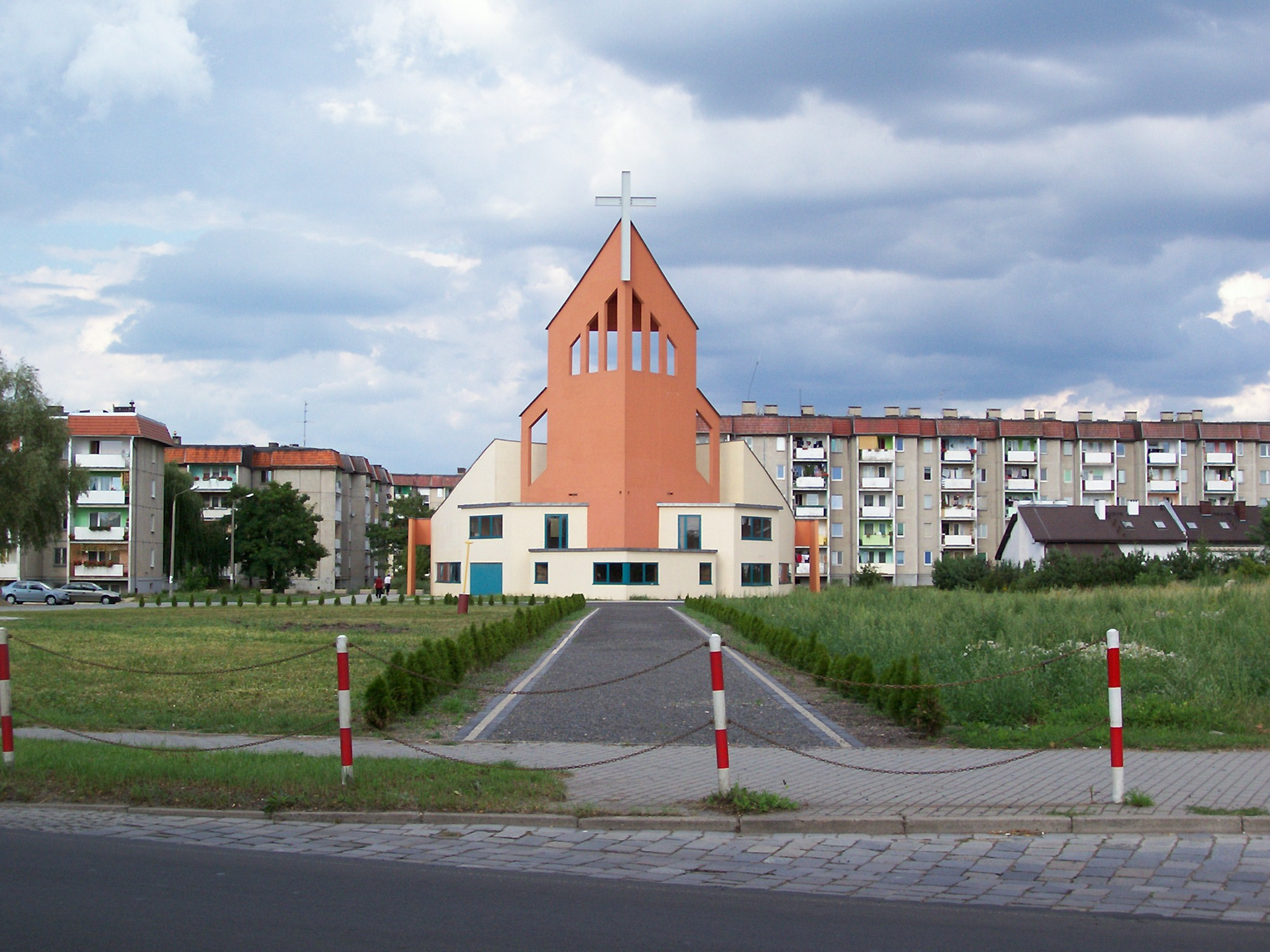
Christkönigskirche in der Osiedle Metalchem

### Geographische Lage
Grotowice liegt in der historischen Region Oberschlesien im Oppelner Land. Der Ort liegt etwa acht Kilometer südöstlich der Innenstadt von Oppeln auf der rechten Uferseite der Oder. 
Grotowice liegt in der Nizina Śląska (Schlesischen Tiefebene) innerhalb der Równina Opolska (Oppelner Ebene). Nördlich der Ortschaft befindet sich der Bahnhof Opole Grotowice mit Verbindungen nach Breslau und ins Oberschlesische Industriegebiet. Weiterhin verläuft durch die Ortschaft die Woiwodschaftsstraße Droga wojewódzka 423 und die Bahnstrecke Kędzierzyn-Koźle–Opole mit dem Haltepunkt Opole Groszowice. Östlich von Grotowice liegt ein großes Waldgebiet.
Im Nordwesten des Dorfes schließt direkt das Werksgelände der Firma Metalchem sowie die Werkssiedlung Osiedle Metalchem an.

### Nachbargemeinden
Grotowice grenzt im Norden an den Oppelner Stadtteil Groszowice (Groschowitz) sowie im Nordosten an Malina (Malino). Im Süden liegt das zur Landgemeinde Tarnau (Gmina Tarnów) gehörenden Dorf Przywor (Przywory). Auf der gegenüberliegenden Seite der Oder liegen die zur Landgemeinde Proskau (Gmina Prószkow) gehörenden Dörfer Chrzowitz (Chrzowice) und Boguschütz (Boguszyce).

## Geschichte
Der Ort wurde 1771 im Zuge der Friderizianischen Kolonisation als Waldarbeiterkolonie gegründet. Die ersten Siedler, die in Gräfenort angesiedelt wurden, stammten aus Franken, Hessen, Württemberg und dem Troppauer Schlesien. Von 1771 bis 1772 wurden 20 Kolonistenhäuser erbaut.
Nach der Neuorganisation der Provinz Schlesien gehörte die Landgemeinde Gräfenort ab 1816 zum Landkreis Oppeln im Regierungsbezirk Oppeln. 1845 bestanden im Dorf eine evangelische Schule und 24 Häuser. Im gleichen Jahr lebten in Gräfenort 188 Menschen, davon 50 katholisch. 1855 lebten im Ort 197, 1861 wiederum 216 Menschen. 1874 wurde der Amtsbezirk Königlich Neudorf gegründet, welcher aus den Landgemeinden Gräfenort, Groschowitz und Königlich Neudorf und den Gutsbezirken Bolko, Groschowitz und Königlich Neudorf bestand. 1885 zählte Gräfenort 316 Einwohner.
Bei der Volksabstimmung in Oberschlesien am 20. März 1921 stimmten 251 Wahlberechtigte für einen Verbleib bei Deutschland und 25 für Polen. Gräfenort verblieb beim Deutschen Reich. 1933 lebten im Ort 396 Menschen. 1939 hatte der Ort 419 Einwohner. Bis 1945 befand sich der Ort im Landkreis Oppeln.
1945 kam der bisher deutsche Ort unter polnische Verwaltung und der Woiwodschaft Schlesien angeschlossen. 1947 wurde der Ort in Grotowice umbenannt. 1950 kam der Ort zur Woiwodschaft Oppeln.  1974 wurde der Ort in die Stadt Oppeln eingemeindet. In den 1980er und 1990er entstand nördlich des Dorfes die Werkssiedlung Osiedle Metalchem in Plattenbauweise. 2009 wurde die neue Christkönigskirche in der Osiedle Metalchem durch den Oppelner Erzbischof Alfons Nossol geweiht.

## Sehenswürdigkeiten
- Die röm.-kath. Kirche der Heiligsten Jungfrau Maria Königin von Polen (poln. Kościół w Grotowicach pw. Matki Boskiej Królowej Polski) diente bis 1945 der protestantischen Gemeinde des Ortes als Gotteshaus. Heute ist sie eine Filiale der Pfarrei Christkönig (poln. Rzymskokatolicka Pw. Chrystusa Króla).
- Die röm.-kath. Christkönigskirche (poln. Kościół Chrystusa Króla) in der Siedlung Osiedle Metalchem wurde 2009 geweiht.

## Persönlichkeiten

### Söhne und Töchter des Ortes
- Friedrich Menzel (1904–1977), deutscher Politiker (KPD/SED), Gewerkschafter und im Widerstand gegen das NS-Regime
- Robert Menzel (1911–2000), deutscher Politiker (KPD/SED), Widerstandskämpfer gegen das NS-Regime und Jugendfunktionär (KJVD/FDJ)
- Renate Klingelhöfer (* 1933), deutsche Kommunalpolitikerin
- Horst Jungmann (* 1940), deutscher Politiker

### Persönlichkeiten, die vor Ort gewirkt haben
- Felix von Dobschütz (1867–1936), Pastor, ließ die evangelische Kirche in Gräfenort erbauen